# Didier Marcel
Pour les articles homonymes, voir Marcel.
Didier Marcel (né en 1961 à Besançon), est un artiste contemporain français,

## Expositions personnelles
- Didier Marcel, Galerie Michel Rein, Paris, du 23 mars au 10 mai 2003[3]

## Œuvres en collections publiques
- Sans titre Labour bleu (2009), Musée National d'Art Moderne, Paris[4]

## Œuvres dans l'espace public
- Jardin de poche et L'arbre aux chaînes, Dijon
- Les Rochers dans le ciel : cinq moulages en silicone représentant des rochers de calcaire élevés sur des mâts noirs de 7 mètres de haut, avenue de France, Paris
- FRAC Alsace à Sélestat[5]

- Le Pavillon, œuvre n°17 de la Forêt d'art contemporain, Captieux, Gironde[6]